# 小行星6940
小行星6940是一颗围绕太阳公转的小行星。1972年4月19日，卡洛斯·托雷斯在Cerro El Roble发现了此天体。
这颗小行星的绝对星等为244.4657596669381等。